# Хлібний провулок (Київ)
Прову́лок Хлібний — провулок у Дарницькому районі міста Києва, селище Бортничі. Пролягає від вулиці Івана Богуна до Борової вулиці. 

## Історія
Виник у першій половині XX століття, мав назву 2-й провулок Будьонного, на честь радянського військового і державного діяча Маршала Радянського Союзу Семена Будьонного.
Сучасна назва — з 2015 року.